# RG-41
La RG-41 fue una granada de fragmentación soviética desarrollada durante la Segunda Guerra Mundial. Estuvo en producción por muy poco tiempo, desde 1941 hasta 1942, antes de ser reemplazada por la RG-42.

## Descripción
Contenía una carga explosiva de 150 g de trinitrotolueno en una lata cilíndrica, con un peso total de unos 440 gramos. La granada podía lanzarse a unos 30 o 50 metros; el radio letal era de hasta 5 metros; el radio letal máximo era de hasta 15 metros.